# Isachne guangxiensis
Isachne guangxiensis là một loài thực vật có hoa trong họ Hòa thảo. Loài này được W.Z.Fang mô tả khoa học đầu tiên năm 1984.